# 比部
比部（ひぶ）は、漢字を部首により分類したグループの一つ。
康熙字典214部首では81番目に置かれる（4画の21番目）。

## 概要
比部には「比」を筆画の一部として持つ漢字を分類している。
単独の「比」の字は多くの意味を持つ多義字であり、並列する・寄り添う・結託する・連続して・全て・比較する…などを意味する。また、フィリピンの音写「比律賓」より、「比」の1文字でフィリピンのことを指す場合もある。字源としては音を表す「匕」を二つ並べてできた文字である。『説文解字』では人が二人並んだ形で「从」を左右反転させた文字であると解釈されているが、甲骨文字から現代に至るまで「人」字と「匕」字は一貫して形状が異なるため、この分析は誤りである。

## 部首の通称
- 日本：ならびひ、くらべる
- 中国：比字頭・比字底
- 韓国：견줄비부（gyeonjul bi bu、くらべる比部）
- 英米：Radical Compare

## 部首字
比
- 広韻 - 毗至切・至韻、卑履切・旨韻
- 詩韻 - 寘韻・去声、紙韻・上声
- 三十六字母 - 並母
- 日本語 - 音：ヒ 訓：ならべる、くらべる…
- 中国語 - ピンイン：bì・bǐ 注音：ㄅㄧˋ, ㄅㄧˇ ウェード式：pi4, pi3
- 朝鮮語 - 訓音：견주다（gyeonjuda、くらべる）・비례（birye、比例） 비(bi)

甲骨文
金文
大篆
小篆

## 例字
- 比
  - 5:毘